# О’Горман, Эдмундо
Эдмундо О’Горман (исп. Edmundo O'Gorman; 24 ноября 1906, Мехико — 28 сентября 1995, Мехико) — мексиканский писатель, историк и философ-идеалист, публицист. Доктор наук. Действительный член Мексиканской лингвистической академии (Academia Mexicana de la Lengua). Член и глава Мексиканской исторической академии (1972—1987).
Лауреат Национальной премии по литературе (Premio Nacional de Letras, 1974).

## Биография
Родился в Койоакане, в то время южном пригороде города Мехико в семье ирландского художника и мексиканской матери. Брат архитектора Хуана О’Гормана.
До 1928 года изучал гражданское право в Школе Escuela Libre de Derecho. Профессиональной деятельностью занимался с 1928 по 1937 год. С 1938 года работал в Генеральном Национальном архиве в Мексике. Опубликовал свои первые работы и исследования в «Alcancía». В 1940 году обучался на факультете истории философии в колледже Мехико. В 1951 году с отличием защитил докторскую диссертацию в области истории на факультете философии и литературы в Национальном автономном университете Мексики.
Профессор факультета истории и искусств университета Иберо-Америка (Universidad Iberoamericana) и научный сотрудник Института исторических исследований там же.

## Научная деятельность
Исследователь испанской истории и культуры. В работе «Кризис и будущее исторической науки» (1947) описывал конфликт между религиозными взглядами и требованиями интеллектуального поиска, строгости мысли, так: 

«Верить и в разум, и в Бога — значит жить, питаясь (или, если хотите, мучась) реальностью возможного — неповторимой, предельной и разноречивой реальностью двух равно вероятных невозможностей человеческого существования».
Автор ряда критических работ в вопросе пересмотра исторических законов эволюции, которые называл «позитивистской историографией» или «традиционной историографией». Изучал корни современной Латинской Америки, происхождения латиноамериканских наций, утверждая, что до появления испанцев не существовало по сути дела, того, что мы сегодня называем «Америкой». Пытался создать историческую «онтологию Америки».
По мнению критиков, Эдмундо О’Горман демонтировал 500-летнюю историю построения колониального дискурса и оперировал убеждением, что Америка была открыта тогда, как он показывает в своей работе «La invencion de America: El universalismo de la culturo de Occidente», когда, во-первых, Америки для открытия не существовало, а для тех, кто уже жил на тех землях, куда прибыл Колумб не зная куда он прибыл, не было вообще ничего, что надо было открывать.

## Избранная библиография
- Historia de las divisiones territoriales de México (1937).
- Historia natural y moral de las Indias, del padre José de Acosta (1940).
- Fundamentos de la historia de América (1942).
- Crisis y porvenir de la ciencia histórica (1947).
- Fundamentos de la historia de América (1951).
- La idea del descubrimiento de América. Historia de esa interpretación y crítica de sus fundamentos (1951, 1976),
- La invención de América. Investigación acerca de la estructura histórica del Nuevo Mundo y del sentido de su devenir (1958, 1977).
- La supervivencia política novohispana (1961).
- México el trauma de su historia (1977).
- Destierro de Sombras (1986).

## Награды
- Национальная премия по литературе (1974).
- Премия по истории им. Rafael Heliodoro Valle (1983).
- Национальная премия Гуманитарного университета (1986).
- Доктор Honoris Causa Национального автономного университета Мексики.
- Ныне премия Национального института антропологии и истории Мексики за лучшие работы в теории истории и историографии носит его имя.